# Lee Kam Wah
Lee Kam Wah (ur. 14 maja 1940) – hongkoński bokser wagi muszej, uczestnik Letnich Igrzysk Olimpijskich 1964.
W pierwszej fazie zawodów zmierzył się z reprezentantem Cejlonu Winstonem Van Cuylenburgiem. Hongkoński bokser został jednak znokautowany w drugiej rundzie i przegrał tę walkę. 